# Kokas Klára
Kokas Klára (Szany, 1929. április 24. – Arlington, 2010. február 7.) magyar zenepedagógus és zenepszichológus.
Kutatási területei voltak: zenepedagógia, zenepszichológia, zeneterápia.

## Életpályája
A Liszt Ferenc Zeneművészeti Főiskola énektanár és karvezető szakán végzett 1950-ben. Később az ELTE pedagógia-pszichológia szakos hallgatója (1965 és 1970 között) lett, ahol egyetemi doktorátust is szerzett. Szombathelyen általános iskolában, majd a Tanítóképző Intézetben, később a Münnich Ferenc Nevelőotthonban tanított. 1970-ben kijutott Bostonba (Massachusetts állam), az első amerikai Kodály Musical Training Institute-ba.
1973-tól a kecskeméti Kodály Zoltán Zenepedagógiai Intézet docense, s Európa és Amerika és Ausztrália számos helyére hívták meg vendégprofesszornak. 1989-től az Agape Zene Életöröm Alapítvány vezetője volt, a Kokas-módszer egész iskolát teremtett. Könyveit több nyelven közreadták, filmjeivel, videoműsoraival is sikereket aratott. 80. életévében, családja körében hunyt el az Egyesült Államokbeli Arlington városában (Texas állam).

## Művei (válogatás)

### Könyvek
- Képességfejlesztés zenei neveléssel. Budapest : Zeneműkiadó, 1972
- Amerikában tanítottam Budapest : Zeneműkiadó, 1978 ISBN 963-330-234-X[1]
- A zene felemeli kezeimet Budapest : Akadémiai Kiadó, 1992 ISBN 963 05 62855[2]
- A művészet tanítása – a tanítás művészete. Budapest : Agape, 1997
- Öröm, bűvös égi szikra – 1998, ISBN 963-550-724-0

### Filmek
- Kifejezési formák összefüggései. Tudományos kisfilm stúdió. Vas Judit, 1968
- Tüzet viszek. MTV, 1982
- Duende, Ravenna Itália. 1986, Eger Tamás
- Táncszvit. Spanyolország. 1989, Szabó Tibor
- Akik másképp látnak. Film vak gyermekek szabad zenei mozgásairól. 1997, Podrohányi Zsolt
- A zene felemeli kezeimet… Kokas Klára tanításairól. 2006, Fogas János dokumentum filmje

### Cikkek
- Zenei nevelésünk szerepe a gyermek személyiségének formálásában. Ének-Zene Tanítás, XIII. évf., 1970. 2. sz[3]
- Iskolák, gyerekek, tanárok Amerikában. 1–2. rész. In: Gyermekünk, XXVI. évf., 1975. 2., 3. sz.
- A jövő iskolája. In: Gyermekünk, 1–3. rész. XXVI. évf., 1975. 9–11. sz.
- Kodály zenei nevelési koncepciójának amerikai átültetéséről. Pedagógiai Szemle, XXV. évf., 1975. 12. sz.
- Saját népünk dalain nevelkedjenek. Gyermekünk, XVIII. évf. 11. sz.
- Mit szeretnek és minek örülnek? In: Gyermekünk, XVIII. évf., 1977. 11. sz.
- A gyermekek zenei kifejezési formáiról. Élet és Tudomány, 1980/1.
- Szivárványúton. In: Parlando, 1997. július 2.

### DVD-ROM
- DVD-ROM Kokas Klára életművéről magyar és angol nyelven (2010)[4]

## Díjak, elismerések (válogatás)
- Mérei Anna Közönség-díj (1983)[5]
- SZOT-díj (1989)
- A Kodály Intézetért kitüntetés (2009)[6]